# Borda amb dos accessos
La Borda amb dos accessos és una obra de Bausen (Vall d'Aran) inclosa a l'Inventari del Patrimoni Arquitectònic de Catalunya.

## Descripció
Borda de planta rectangular, amb coberta de palla sobre una trama de fusta a dos vessants. És força interessant encavallada interior. Consta de dos accessos: un dona la carrer, mentre l'altre dona a sota i al costa, donat el desnivell del terreny. Conserva el capser escalonat -típic d'aquest tipus constructiu- i consta de dos pisos.